# Druhá vláda Katrín Jakobsdóttir
Druhá vláda Katrín Jakobsdóttir byla sestavena Katrín Jakobsdóttir 28. listopadu 2021 po parlamentních volbách v roce 2021. Vládu vede Katrín Jakobsdóttir z Levicově-zeleného hnutí.
Jedná se o koaliční vládu složenou ze Strany nezávislosti, Levicově-zeleného hnutí a Progresivní strana. Společně mají 38 z 63 křesel v islandském parlamentu a tvoří většinovou vládu. Ve vládě je dvanáct ministrů, z nichž pět je ze Strany nezávislosti, tři z Levicově-zeleného hnutí a čtyři z Progresivní strany.